# Hong Jin-ho
Hong Jin-ho, född 31 oktober 1982, känd under smeknamnet [NC]...YellOw , är en av de mest framgångsrika realtidsstrategi-spelarna av StarCraft.